# Marlin rayé
Kajikia audax
Espèce
Synonymes
- Histiophorus audax Philippi, 1887
- Kajikia formosana Hirasaka & Nakamura, 1947
- Tetraptus audax

Statut de conservation UICN

 NT  : Quasi menacé
Le Marlin rayé (Kajikia audax) est une espèce de poissons marins de la famille des Istiophoridae.

## Distribution et habitat
Le Marlin rayé se trouve dans les eaux tropicales et tempérée de l'Indo-Pacifique. Il s'agit d'un poisson migrateur qui suit les bancs de poissons dont il est le prédateur.
Poisson de surface, on le trouve généralement entre 0 et 5 m de profondeur et il est rare de le trouver à plus de 100 mètres de profondeur.

## Description

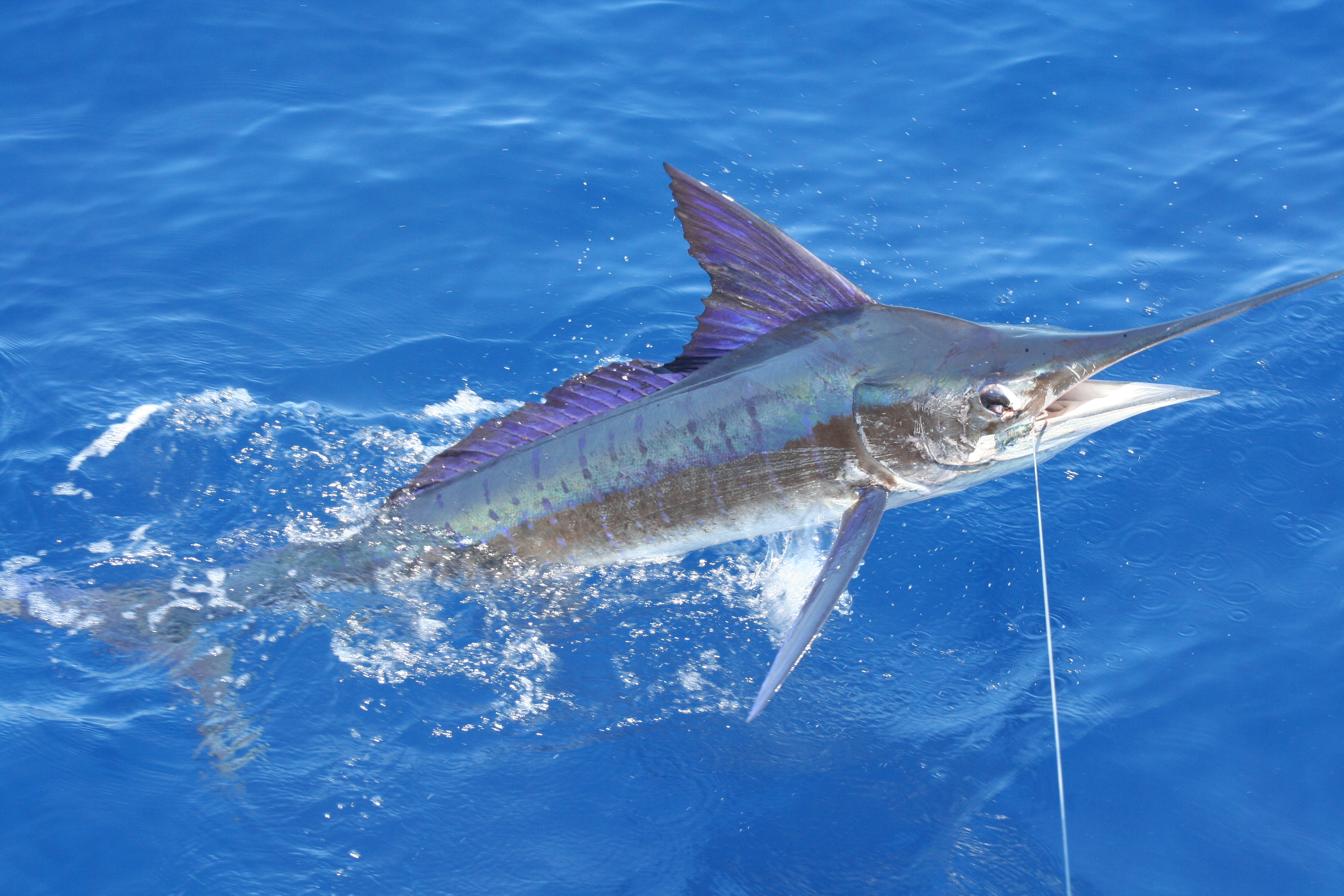
Marlin rayé

Le Marlin rayé pèse généralement entre 40 et 150 kilos. Sa taille maximale est de 420 cm et son poids maximum de 440 kg.
Il est solitaire ou vit en petits groupes.
Sa grande taille et sa vitesse en font un poisson très apprécié des amateurs de pêche sportive.
Il est reconnaissable par son rostre permettant de s'attaquer aux bancs de poissons et de sa nageoire dorsale, appelée "voile".

## Alimentation
Il se nourrit principalement de poissons, de calamars et de crustacés.

## Reproduction
Sa reproduction est ovipare. Son âge de maturité se situe entre 2 et 4 ans.